# Aspalathus acanthoclada
Aspalathus acanthoclada är en ärtväxtart som beskrevs av Rolf Martin Theodor Dahlgren. Aspalathus acanthoclada ingår i släktet Aspalathus och familjen ärtväxter. Inga underarter finns listade i Catalogue of Life.